# Agustín de Zárate
Pour les articles homonymes, voir Zarate.
Agustín de Zárate (Valladolid, 1514-1560) est un historien espagnol.
Il fut secrétaire du conseil de Castille, puis trésorier général au Pérou en 1543.
À son retour, il présenta à l'infant Philippe (futur roi Philippe II d'Espagne) une Histoire de la découverte et de la conquête du Pérou, qui va jusqu'en 1548 (mort de Gonzalo Pizarro).
Cette Histoire, de grande qualité littéraire, narre de nombreux évènements auxquels l'auteur prit part. Elle fut imprimée en 1555 à Anvers, puis réimprimée à Venise en 1563, puis à Séville en 1577, et fut traduite en français, allemand, anglais et italien.
Jean Second lui adresse une de ses épîtres (Epistolarum libri duo, I, 13).